# عبد الرحمن بن الحارث بن هشام
عبد الرحمن بن الحارث بن هشام بن المغيرة بن عبد الله بن عمر بن مخزوم، أبو محمّد القرشي، المخزومي، تابعي جليل من أشراف بني مخزوم، أمه: فاطمة بنت الوليد بن المغيرة بن عبد الله بن عمر بن مخزوم، كان ابن عشر سنين حين توفي النبي صلى الله عليه وسلم، مات أبوه الحارث بن هشام في طاعون عمواس بالشام سنة ثماني عشرة فخلف عمر بن الخطاب على امرأته فاطمة بنت الوليد بن المغيرة وهي أم عبد الرحمن بن الحارث، فكان عبد الرحمن في حجر عمر، وروي عنه أنه كان يقول ما رأيت ربيباً خيراً من عمر. توفي عبد الرحمن بن الحارث في خلافة معاوية بن أبي سفيان بالمدينة، وقد كان عبد الرحمن رجلاً سخيّاً كريماً وقد شهد الجمل مع عائشة، وأرسلته عائشة إلى معاوية يكلمه في حجر بن عدي فوجده قد قتل، وكانت عائشة تقول: لأن أكون قعدت عن مسيري إلى البصرة أحبُّ إليّ من أن يكون لي عشرة أولاد من رسول الله صلى الله عليه وسلم مثل عبد الرحمن بن الحارث.
قال الإمام الذهبي في سير أعلام النبلاء: روى عن أبيه، وعمر، وعثمان، وعلي، وأم المؤمنين حفصة، وطائفة. وروى عنه: ابنه الإمام أبو بكر بن عبد الرحمن  أحد الفقهاء السبعة،  والشعبي، وأبو قلابة، وهشام بن عمرو الفزاري، ويحيى بن عبد الرحمن بن حاطب، وآخرون.

## ولده
وَلَدَ عبدُ الرحمن بن الحارث بن هشام: محمّدًا الأكبر، لا بقيّة له وبه كان يكنى، وأبا بكر وكان يقال له: راهب قريش، وعُمَرَ، وعثمانَ، وعِكْرِمة، وخالدًا ومحمّدًا الأصغر، وحنَتْمَةَ ولدت لعبد الله بن الزّبير بن العوّام، وأُمَّ حُجَين، وأمَّ حَكيم، وسَوْدةَ ورَمْلَةَ. وأمّهم فاختة بنت عتبَةَ بن سُهيل بن عمرو بن عبد شمس بن عبد وُدّ بن نَصْر بن مالك بن حِسْل بن عامر بن لُؤيّ. وعيّاش بن عبد الرحمن وعبد الله لا بقيّة له، وأبا سَلَمة هلك صغيرًا لا بقيّة له، والحارث هلك لا بقيّة له، وأسماء وعائشة تَزَوَّجها معاوية بن أبي سفيان. وأمّ سعيد وأمّ كلثوم وأمّ الزبير وأمّهم أمّ الحسن بنت الزّبير بن العوّام بن خُويْلد بن أسد بن عبد العُزّى بن قُصَيّ وأمّها أسماء بنت أبي بكر الصّدّيق. والمغيرة بن عبد الرحمن وعَوْفًا وزينب ورَيْطة ولدت لعبد الله بن الزّبير خلف عليها بعد أختها. وفاطمة وحفصة وأمّهم سُعْدى بنت عوف بن خارجة بن سِنان بن أبي حارثة بن مُرّة بن نُشْبة بن غَيْظ بن مُرّة. والوليد بن عبد الرحمن وأبا سعيد وأمّ سلَمة، تزوّجها سعيد بن العاص بن سعيد بن العاص. وقُريبة وأمّهم أمّ رَسَن بنت الحارث بن عبد الله بن الحُصين ذي الغُصّة بن يزيد بن شدّاد بن قَنان بن سَلَمة بن وَهْب بن عبد الله بن ربيعة بن الحارث بن كعب. وسَلَمة بن عبد الرحمن وعبيد الله وهشامًا لأمهات أولاد، وزينب ابنة عبد الرحمن، ويقال بل اسمها مريم، وأمّها مريم ابنة عثمان بن عفّان بن أبي العاص بن أميّة.